# Paris Lee
Paris Lee (Maywood, 20 april 1995) is een Amerikaans-Kameroens basketballer.

## Carrière
Lee speelde collegebasketbal voor de Illinois State Redbirds voordat hij in 2017 deelnam aan de NBA-draft waar hij niet gekozen werd. Hij tekende een contract bij de Antwerp Giants waarmee hij de beker won in 2019 en dat jaar ook verkozen werd tot MVP en derde werden in de Basketball Champions League. Hij trok in 2019 naar de Duitse eersteklasser Brose Bamberg waar hij een seizoen speelde. In de zomer van 2019 speelde hij voor de Memphis Grizzlies in de NBA Summer League. Het volgende seizoen trok hij naar Frankrijk bij Orléans Loiret Basket waar hij een vol seizoen afwerkt.
In 2021 tekende hij een contract bij concurrent AS Monaco Basket waar hij een seizoen speelde. In 2022 tekende hij bij de Griekse topclub Panathinaikos BC waar hij een seizoen speelde. In de zomer van 2023 tekende hij een contract bij de Franse eersteklasser ASVEL Basket. In september 2024 tekende hij bij reeksgenoot AS Monaco Basket.

### Nationale ploeg
In 2022 verkreeg hij de Kameroense nationaliteit en komt sindsdien uit voor de Kameroense nationale ploeg.

## Erelijst
- Belgische competitie MVP: 2019
- Ster van de coaches: 2019
- Belgische bekerwinnaar: 2019
- All-Pro Basketball League Teams: 2018, 2019